# Cosmia trapezinula
Cosmia trapezinula är en fjärilsart som beskrevs av Nikolai Nikolaievich Filipjev 1927. Cosmia trapezinula ingår i släktet Cosmia och familjen nattflyn. Inga underarter finns listade i Catalogue of Life.